# Domingo Massaro Conley
Pour les articles homonymes, voir Massaro et Conley.
Domingo Massaro Conley, né le 28 août 1927 à Iquique et mort le 6 mars 2025 à Santiago, est un footballeur chilien reconverti comme arbitre. 

## Carrière de joueur
Domingo Massaro Conley jouait pour Audax Italiano, mais on ne connait pas davantage. On sait pourtant qu'il fait partie des joueurs chiliens sélectionnés pour l'épreuve de football aux Jeux olympiques de 1952 à Helsinki. Il est titulaire dans le match contre l'Égypte, n'est pas averti par l'arbitre et n'inscrit aucun but. Le Chili est éliminé dès le premier match.

## Carrière d'arbitre
Il a été arbitre international de 1960 à 1971 et a officié dans des compétitions majeures : 
- Copa Libertadores 1968 (finale retour)
- Copa Libertadores 1969 (finale aller)
- Coupe intercontinentale 1969 (match retour)